# Gwacheon
Gwacheon ist eine Stadt in der Provinz Gyeonggi-do in Südkorea. Sie ist eine Satellitenstadt von Seoul. Etwa 25 km südlich von der Hauptstadt, liegt sie im Zentrum der Metropolregion Sudogwon und nordöstlich der Stadt Anyang. Seit 1982 diente die Stadt als Regierungsviertel und beherbergte einen Regierungskomplex. Bis 2012 war sie Standort von sieben Ministerien, bevor die Mehrheit nach Sejong umsiedelte.
Diverse Sehenswürdigkeiten, die man mit Seoul in Verbindung bringt, darunter der Seoul Grand Park, das National Museum of Contemporary Art, der Freizeitpark Seoul Land, das Gwacheon National Science Museum und der Seoul Race Park, liegen im Stadtgebiet von Gwacheon. Auch mehrere Verwaltungszentren der Koreanischen Regierung findet man hier, die eine eigene U-Bahn-Haltestelle mit Namen Gwacheon Government-Complex haben.
Die Linie 4 der U-Bahn Seouls durchquert die Stadt mit fünf Haltestationen.

## Geschichte
Im Jahr 475 wurde der Ort als Yulmok-gun in das Verwaltungssystem von Goguryeo unter König Jangsu eingegliedert. Unter König Taejo von Goryeo, seinerzeit König Wang Geon genannt, stieg der Ort 940 zu einer wichtigeren Verwaltungseinheit und wurde in Gwaju (과주,果州) umbenannt. Im Zuge einer Verwaltungsreformation erhielt der Ort den Namen Gwacheon-hyeon (과천현, 果川縣). Später wechselte Gwacheon den Status mehrfach aber behielt den Namen bis heute.
1986 erhielt Gwacheon den Status zur Stadt.

## Charakteristik

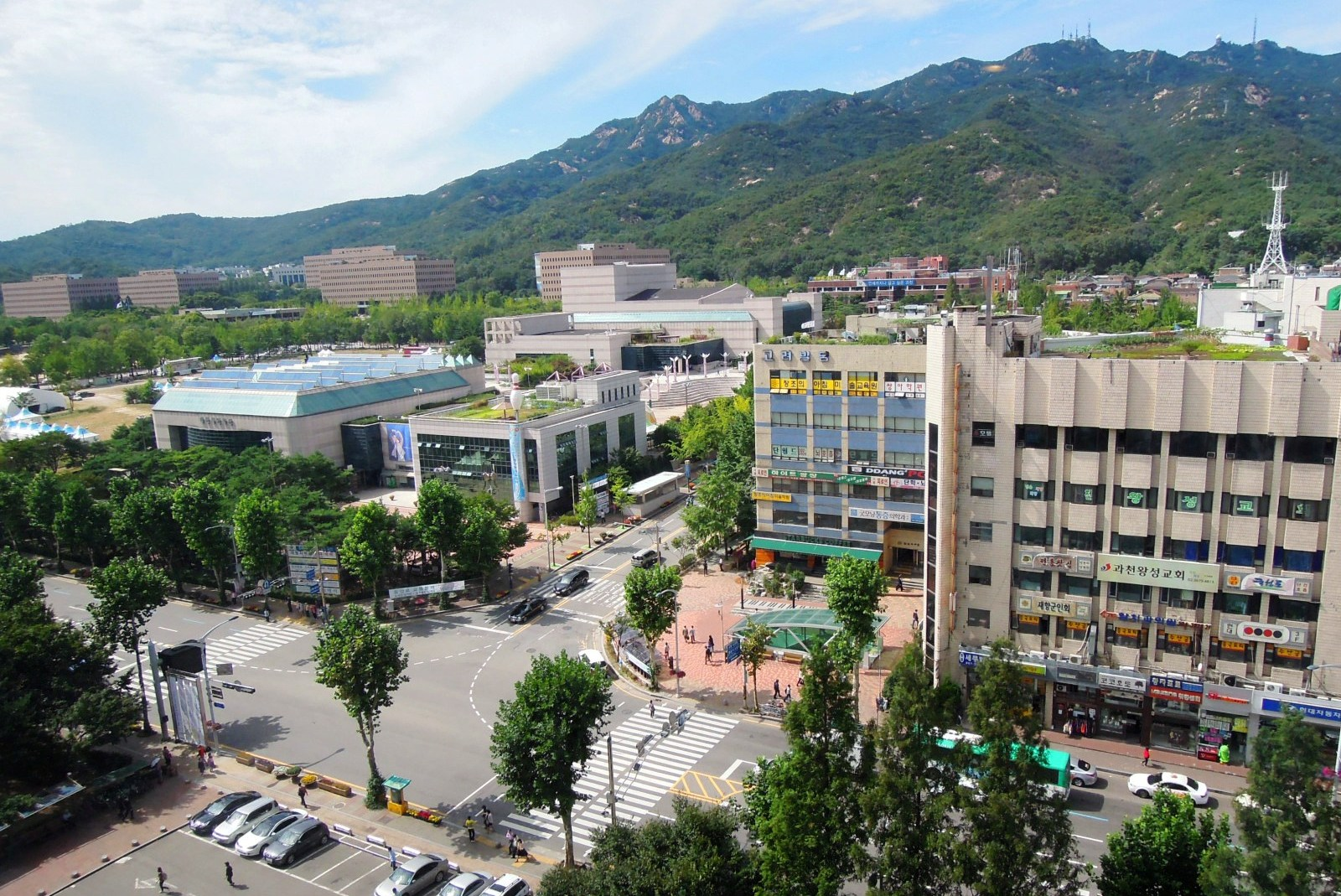
Gwacheon City Hall, Government Complex und Berg Gwanak, 2011

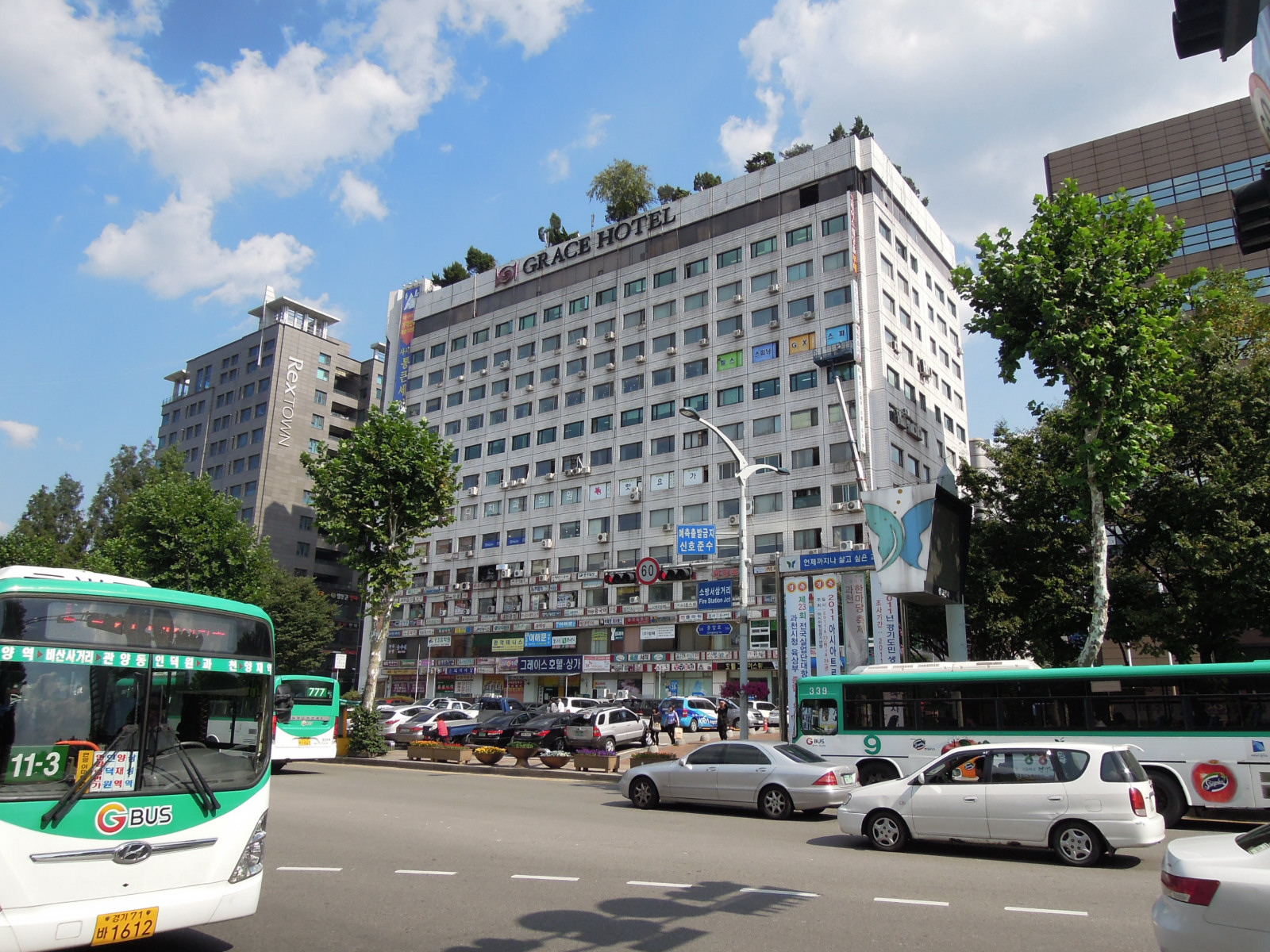
Gwacheon, Grace-Hotel

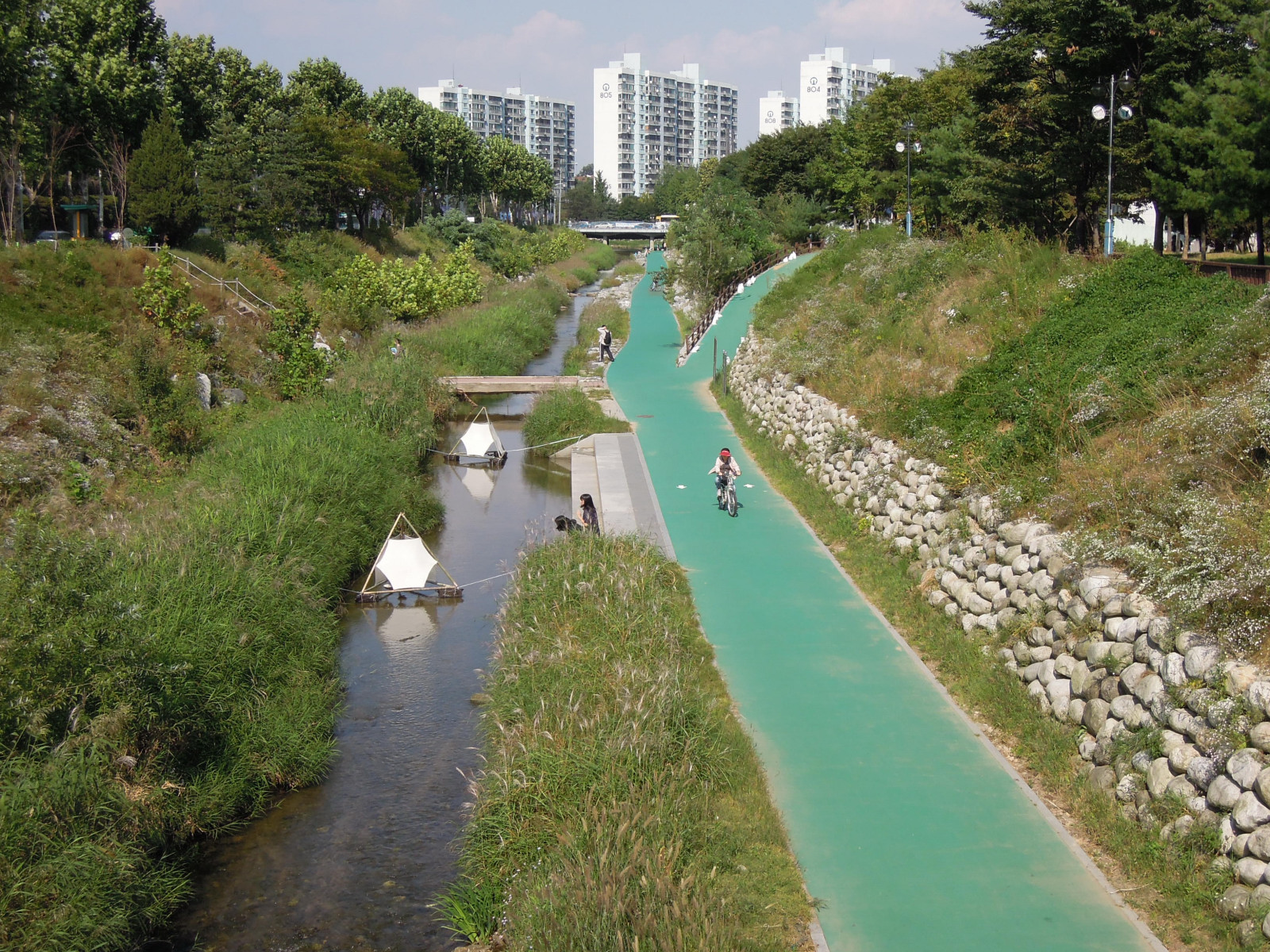
Wohnviertel mit Grünanlage

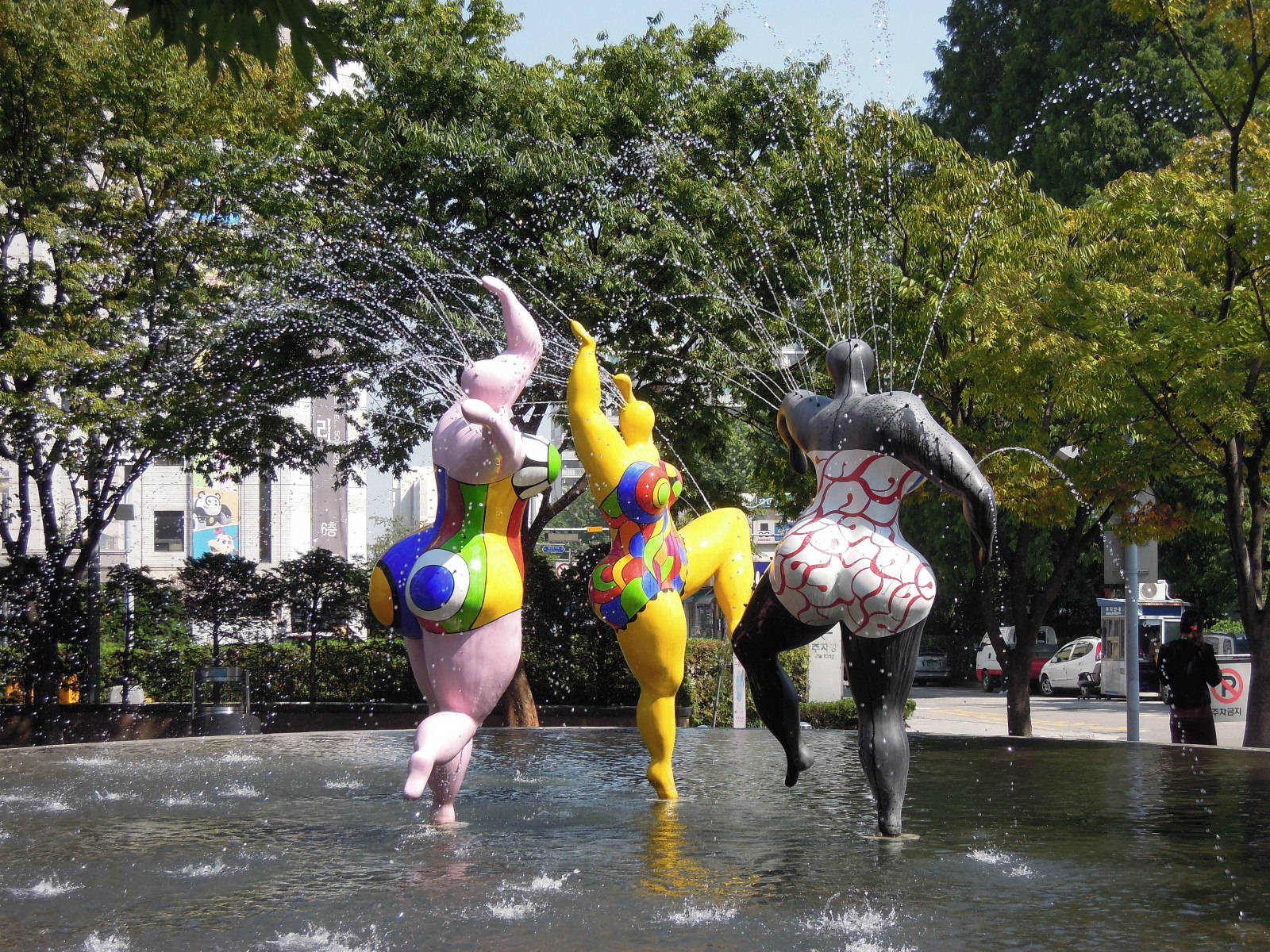
Springbrunnen mit Nanas

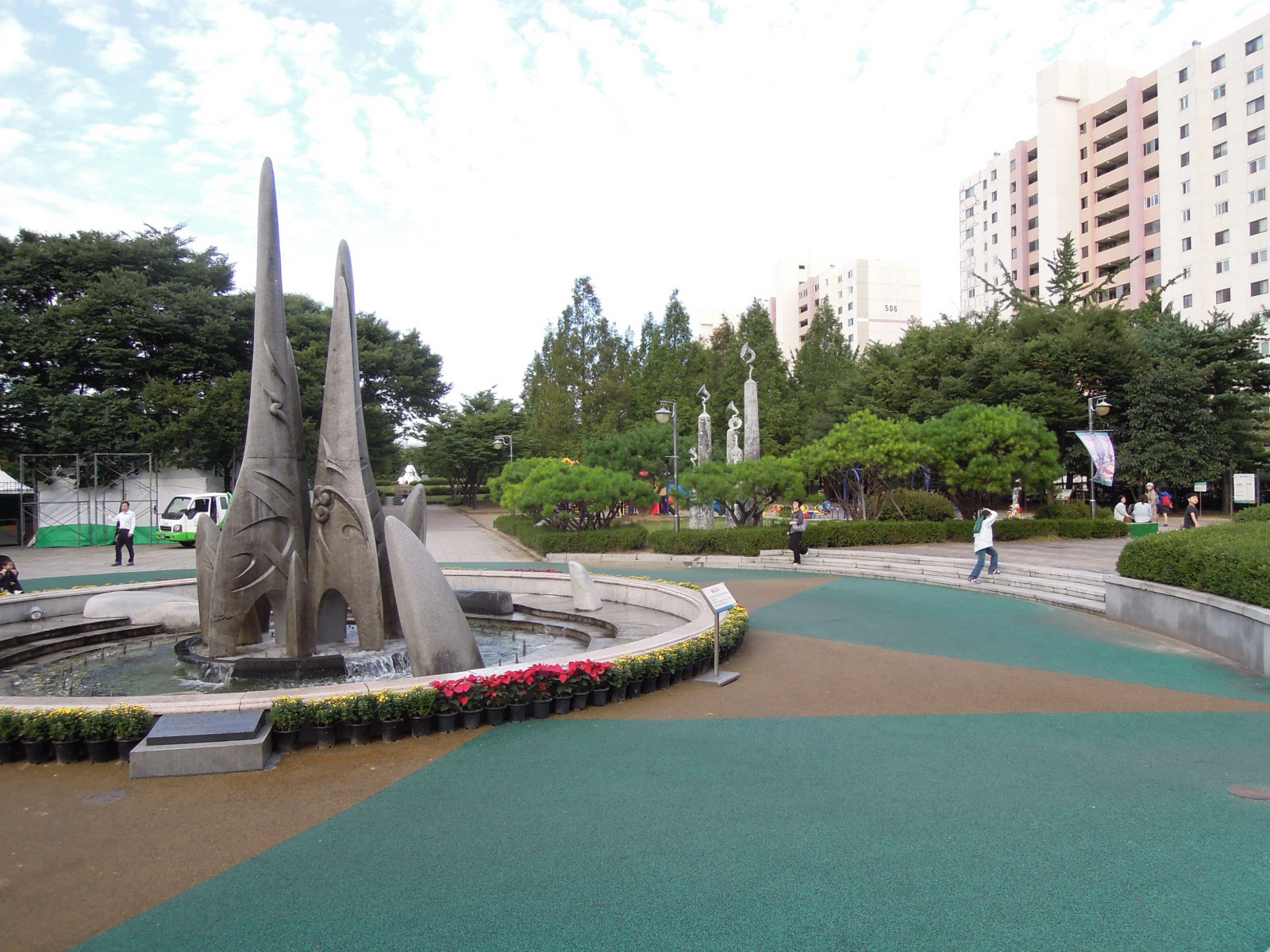
Jeongja-Park im Stadtzentrum Gwacheons

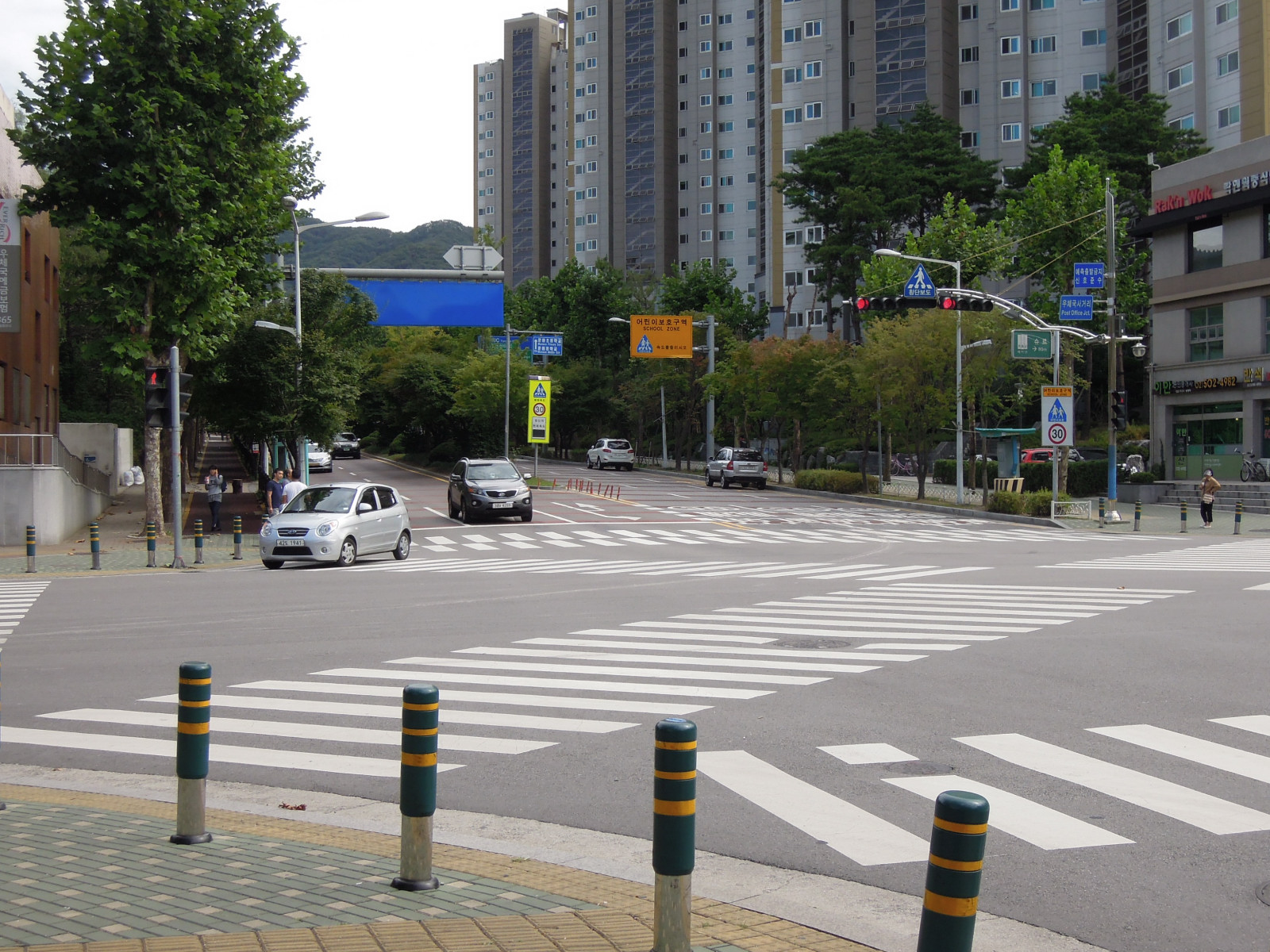
Straßenkreuzung mit diagonalem Zebrastreifen in einem Wohnviertel von Gwacheon

Gwacheon hat ein modernes Stadtzentrum mit Geschäften, Hotels, vielen Restaurants und einer Hauptfeuerwache. Auch das Rathaus mit integrierten Sporthallen und Kindergärten, liegt sehr zentral. Die knapp 60.000 Einwohner leben überwiegend in modernen Hochhäusern mit bis zu 25 Stockwerken.
Das Justizministerium hat seinen Sitz im Gebäude Nr. 5 innerhalb des Gwacheon Government Complex und die Koreanische Kommunikationskommission im Gebäude Nr. 2.
Der Seoul Grand Park und der Berg Gwanak (Gwanaksan) bedecken den größten Teil des Stadtgebietes. Die Berglandschaft und die Wälder prägen das Bild des beliebten Ausflugsortes.

## Sehenswürdigkeiten
In Gwacheon sind einige historisch wertvolle Gebäude erhalten. Darunter sind das Gwacheon Hyanggyo (Koreanisches Konfuzianismus Institut, erbaut 1389) und der YeonJu Tempel, erbaut auf einem Felsvorsprung. Daneben sind die dreistufige YeonJuAhm Pagode und das Porträt von Hyo-ryung, dem zweiten Sohn von König Taejong, als Kulturgüter der Provinz Gyeonggi-do gelistet. Dazu gehört auch die Landkarte von Joseon, die im Ministerium für koreanische Geschichte als nationales Kulturgut aufbewahrt wird.
In der Vergangenheit von Korea war Gwacheon nicht nur ein Ort der Ruhe und schöner Landschaft, sondern auch ein wichtiges Zentrum für Erziehung und Religion der Könige.
Die erste Fremdsprachen-Hochschule der Provinz Gyeonggi-do ist im Stadtteil Jongang-dong ansässig. Gwacheon besitzt ein Wissenschafts- und Technologiezentrum und hat eine der größten öffentlichen Bibliotheken in der Provinz Gyeonggi-do.
Der Seoul Grand Park beherbergen einen Zoo und einen Kinder-Zoo, den Freizeitpark SeoulLand, einen Rosengarten und das Museum für zeitgenössische Kunst.
Der Zoo ist der älteste von Korea und der zehntgrößte der Welt. Er wurde am 1. November 1909 von japanischen Besatzern im Königlichen Palast von Changgyeonggung gegründet. Am Ende des Ersten Weltkriegs ordneten die japanischen Besatzer die Tötung aller Tiere an, weil sie das Metall der Käfige für die Rüstung brauchten. Nach der Befreiung Koreas blieb der Zoo dort noch bis 1984 und wurde dann in den Stadtteil Makgyedon umgesiedelt und stark vergrößert.
Ebenso wie der Seoul Grand Park haben die Pferderennbahn und das neue Nationale Wissenschaftsmuseum (Gwacheon National Science Museum) eine U-Bahn-Station. Das Museum wurde 2008 eröffnet und befindet sich im Aufbau nach Vorbild des Deutschen Museums in München (größtes naturwissenschaftlich-technisches Museum der Welt).

## Gwacheon Festival
Das 1997 gegründete Festival für Straßentheater und Straßenkunst ist in der Stadt beheimatet. 2012 wurde der Name von Hanmadang Festival in Gwacheon Festival geändert. Es wird immer Ende September unter der künstlerischen Leitung von Yim Su-taek traditionelles koreanisches Theater auf der Straße präsentiert sowie auch moderne Produktionen von Theater, Musik, Bildender Kunst und Tanz von Gruppen aus der ganzen Welt. Viele französische und deutsche Gruppen, wie z. B. das Theater Titanick, Generik Vapeur und Makadam Kanibal, gastierten schon in der Stadt. Meist sind es 20 koreanische und 10 Gast-Gruppen aus anderen Ländern, die vor einem 100.000-köpfigen Publikum rund um das Rathaus und im nahen Jeongja-Park spielen.

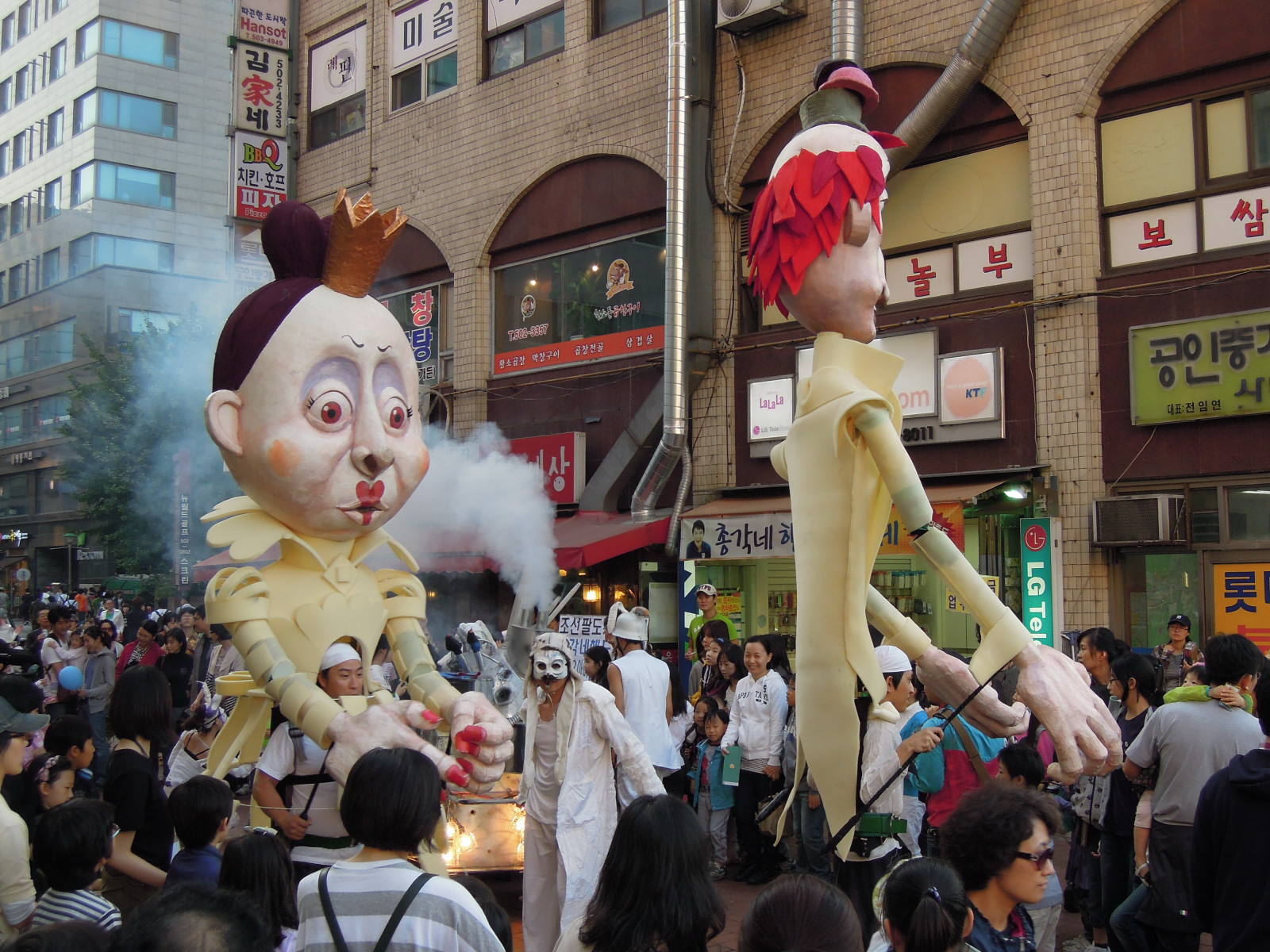
Parade des Gwacheon-Straßentheaterfestivals 2011
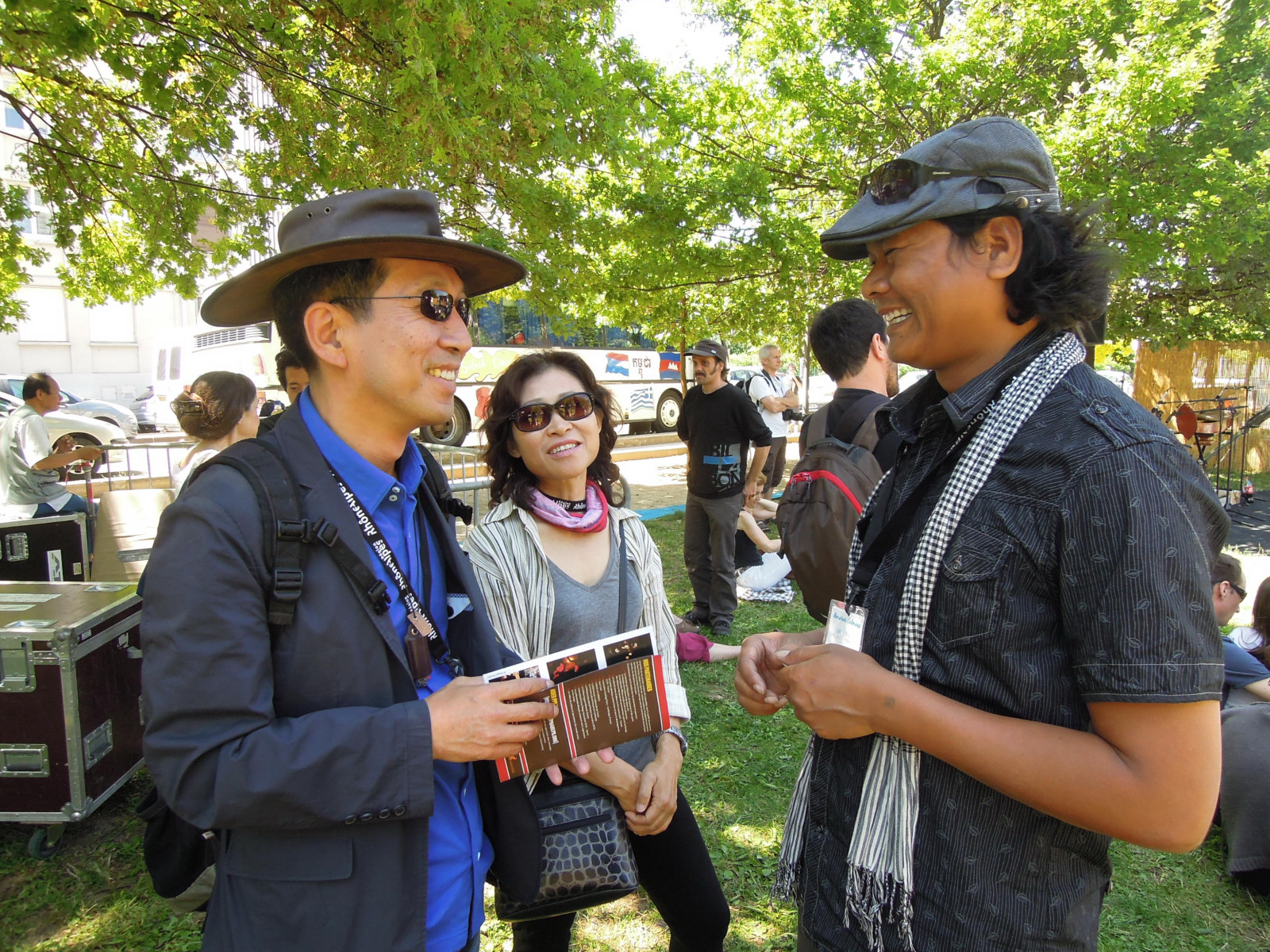
Künstlerischer Leiter Yim Su-taek (links) des Festivals Gwacheon zusammen mit Khuon Det (rechts), dem künstlerischen Leiter von Phare Ponleu Selpak (Kunst- und Zirkusschule in Battambang, Kambodscha)

## Verkehr
Die U-Bahn-Linie 4 (von Seochu-gu Seoul nach Ansan und Oido) führt mitten durch Gwacheon und hält an fünf Stationen (Seonbawi, Seoul-Racecourse-Park, Seoul-Grand-Park, Gwacheon und Government-Complex-Gwacheon) auf ihrer 75 Kilometer langen Fahrt quer durch die Metropolregion Seoul von Nord nach Süd mit ihren 60 Stationen. Gwacheon ist per Direktbus mit dem Internationalen Flughafen Incheon und dem Flughafen Gimpo verbunden. Lokale Busse fahren in umliegende Orte und die Weltkulturerbe-Stadt Suwon.
Die Autobahn Nr. 1 (Seoul – Busan) tangiert Gwacheon östlich in drei Kilometer Entfernung. Die Autobahnen 100 und 171 sind ebenfalls schnell erreichbar.
Gwacheon ist nicht an das Eisenbahnnetz angeschlossen.

## Partnerstädte
Airdrie, Kanada

 Nanning, Volksrepublik China

 Shirahama, Japan

 Burlington (North Carolina), USA

## Persönlichkeiten
- Kim Dong-chan (* 1986), Fußballspieler
- Oh Ban-suk (* 1988), Fußballspieler
- Kim Seok-jin (* 1992), Sänger[9]